# 鐵血柔情 (1956年電影)
《铁血柔情》（英語：Love Me Tender）是于1956年拍摄的一部黑白电影，由20世纪福克斯发行，為埃尔维斯·普雷斯利参演的首部电影，与电影同名的主题曲也是他的代表曲目。